# Kevin Randleman
Kevin Christopher Randleman (Sandusky, 10 de agosto de 1971 – San Diego, 11 de fevereiro de 2016) foi um lutador de artes marciais mistas (MMA). Ele foi campeão do peso-pesado do UFC. Randleman possui vitórias notáveis sobre Maurice Smith, Pete Williams, Pedro Rizzo, Renato Sobral e Mirko Filipović. Randleman havia lutado no  UFC,  PRIDE, WVR, e Strikeforce. Ele foi previamente associado com Mark Hammer House, antes de treinar na academia de Randy Couture em Las Vegas, Nevada.

## Estilo
O estilo de luta de Randleman era o freestyle wrestling. Randleman  foi campeão de wrestling duas vezes pela Universidade de Ohio e campeão dos pesos-pesados no UFC. Ele ainda fez lutas históricas no Pride, sobretudo contra Fedor Emelianenko e o croata Mirko Cro Cop.

## Carreira nas Artes Marciais Mistas
Randleman era conhecido pelo seu físico atlético, velocidade e explosão. Ele lutava pela mesma equipe que Mark Coleman: Team Hammer House.
Sempre bem preparado fisicamente, era ágil e muito forte, por isso era um perigo para qualquer adversário desavisado. Entre eles, está Mirko "Cro Cop" Filipovic, em que numa entrevista pouco antes de sua primeira luta contra Kevin, deixou entender que Randleman era mais um adversário que iria sucumbir ao seu potente chute de esquerda. Kevin se antecipou e desferiu um devastador soco mandando Cro Cop por terra, restando apenas "marteladas" para liquidar em poucos segundos.

## Morte
Randleman morreu em 11 de fevereiro de 2016, ao sofrer ataque cardíaco, após ser admitido no hospital com pneumonia. Ele tinha 44 anos.

## Cartel no MMA
| Cartel no MMA   |             |             |
| 33 lutas        | 17 vitórias | 16 derrotas |
| Por nocaute     | 5           | 4           |
| Por finalização | 4           | 8           |
| Por decisão     | 8           | 4           |

| Res.    | Cartel | Oponente              | Método                          | Evento                                  | Data                   | Round | Tempo | Local                           | Notas                                                                                       |
| ------- | ------ | --------------------- | ------------------------------- | --------------------------------------- | ---------------------- | ----- | ----- | ------------------------------- | ------------------------------------------------------------------------------------------- |
| Derrota | 17–16  | Baga Agaev            | Finalização (armlock invertido) | Pro FC: Randleman vs. Agaev             | 7 de maio de 2011      | 1     | 4:05  | Khabarovsk, Rússia              | Se aposentou após a luta.                                                                   |
| Derrota | 17–15  | Roger Gracie          | Finalização (mata-leão)         | Strikeforce: Heavy Artillery            | 15 de maio de 2010     | 2     | 4:10  | St. Louis, EUA                  |                                                                                             |
| Derrota | 17–14  | Stanislav Nedkov      | Decisão (dividida)              | World Victory Road Presents: Sengoku 11 | 7 de novembro de 2009  | 3     | 5:00  | Tóquio, Japão                   |                                                                                             |
| Derrota | 17–13  | Mike Whitehead        | Decisão (unânime)               | Strikeforce: Lawler vs. Shields         | 6 de junho de 2009     | 3     | 5:00  | St. Louis, EUA                  |                                                                                             |
| Vitória | 17–12  | Ryo Kawamura          | Decisão (unânime)               | World Victory Road Presents: Sengoku 2  | 18 de maio de 2008     | 3     | 5:00  | Tóquio, Japão                   |                                                                                             |
| Derrota | 16–12  | Maurício Rua          | Finalização (chave de joelho)   | Pride 32                                | 21 de outubro de 2006  | 1     | 2:35  | Las Vegas, EUA                  | Suspenso após teste de drogas pós-luta.                                                     |
| Vitória | 16–11  | Fatih Kocamis         | Decisão (unânime)               | Bushido Europe-Rotterdam Rumble         | 9 de outubro de 2005   | 2     | 5:00  | Rotterdam, Holanda              |                                                                                             |
| Derrota | 15–11  | Kazuhiro Nakamura     | Decisão (unânime)               | Pride Total Elimination 2005            | 23 de abril de 2005    | 3     | 5:00  | Osaka, Japão                    | PRIDE 2005 Grand Prix - Peso-médio - Rodada de abertura. Retornou para Meio-pesado.         |
| Derrota | 15–10  | Mirko Filipovic       | Finalização (guilhotina)        | Pride Shockwave 2004                    | 31 de dezembro de 2004 | 1     | 0:42  | Saitama, Japão                  |                                                                                             |
| Derrota | 15–9   | Ron Waterman          | Finalização (chave de pé)       | Pride Final Conflict 2004               | 15 de agosto de 2004   | 1     | 7:44  | Saitama, Japão                  |                                                                                             |
| Derrota | 15–8   | Fedor Emelianenko     | Finalização (kimura)            | Pride Critical Countdown 2004           | 20 de junho de 2004    | 1     | 1:33  | Saitama, Japão                  | PRIDE 2004 - GP Peso-pesado - Quartas de final.                                             |
| Vitória | 15–7   | Mirko Filipović       | Nocaute (socos)                 | Pride Total Elimination 2004            | 25 de abril de 2004    | 1     | 1:57  | Saitama, Japão                  | PRIDE 2004 GP Peso-pesado, rodada de abertura. Virada do Ano (2004). Nocaute do ano (2004). |
| Derrota | 14–7   | Kazushi Sakuraba      | Finalização (armlock)           | Pride Final Conflict 2003               | 9 de novembro de 2003  | 3     | 2:36  | Tóquio, Japão                   |                                                                                             |
| Derrota | 14–6   | Quinton Jackson       | Nocaute (socos)                 | Pride 25                                | 16 de março de 2003    | 1     | 6:58  | Yokohama, Japão                 | PRIDE Peso-médio - Eliminação de título.                                                    |
| Vitória | 14–5   | Murilo Rua            | Nocaute Técnico (corte)         | Pride 24                                | 23 de dezembro de 2002 | 3     | 0:20  | Fukuoka, Japão                  |                                                                                             |
| Vitória | 13–5   | Kenichi Yamamoto      | Nocaute Técnico (joelhadas)     | Pride 23                                | 24 de novembro de 2002 | 3     | 1:16  | Tóquio, Japão                   |                                                                                             |
| Vitória | 12–5   | Michiyoshi Ohara      | Decisão (unânime)               | Pride 22                                | 29 de setembro de 2002 | 3     | 5:00  | Nagoya, Japão                   |                                                                                             |
| Vitória | 11–5   | Brian Foster          | Nocaute (soco)                  | RFC: The Beginning                      | 13 de julho de 2002    | 1     | 0:20  | Las Vegas, EUA                  |                                                                                             |
| Vitória | 10–5   | Renato Sobral         | Decisão (unânime)               | UFC 35                                  | 11 de janeiro de 2002  | 3     | 5:00  | Uncasville, Connecticut, EUA    |                                                                                             |
| Derrota | 9–5    | Chuck Liddell         | Nocaute (soco)                  | UFC 31                                  | 4 de maio de 2001      | 1     | 1:18  | Atlantic City, Nova Jersey, EUA | Luta no Meio-pesado.                                                                        |
| Derrota | 9–4    | Randy Couture         | Nocaute Técnico (socos)         | UFC 28                                  | 17 de novembro de 2000 | 3     | 4:13  | Atlantic City, New Jersey, EUA  | Perdeu o Cinturão Peso Pesado do UFC.                                                       |
| Vitória | 9–3    | Pedro Rizzo           | Decisão (unânime)               | UFC 26                                  | 9 de junho de 2000     | 5     | 5:00  | Cedar Rapids, Iowa, EUA         | Defendeu o Cinturão Peso Pesado do UFC.                                                     |
| Vitória | 8–3    | Pete Williams         | Decisão (unânime)               | UFC 23                                  | 19 de novembro de 1999 | 5     | 5:00  | Urayasu, Japão                  | Ganhou o Cinturão Peso Pesado do UFC.                                                       |
| Derrota | 7–3    | Bas Rutten            | Decisão (dividida)              | UFC 20                                  | 7 de maio de 1999      | 1     | 21:00 | Birmingham, Alabama, EUA        | Pelo Cinturão Peso Pesado do UFC.                                                           |
| Vitória | 7–2    | Maurice Smith         | Decisão (unânime)               | UFC 19                                  | 5 de março de 1999     | 1     | 15:00 | Mississippi, EUA                |                                                                                             |
| Derrota | 6–2    | Tom Erikson           | Nocaute (socos)                 | Brazil Open-'97                         | 15 de junho de 1997    | 1     | 1:11  | Brasil                          |                                                                                             |
| Vitória | 6–1    | Gustavo Homem de Neve | Nocaute (cotovelada)            | Brazil Open-'97                         | 15 de junho de 1997    | 1     | 2:21  | Brasil                          |                                                                                             |
| Derrota | 5–1    | Carlão Barreto        | Finalização (triângulo)         | Universal Vale Tudo Fighting 6          | 3 de março de 1997     | 1     | 22:24 | Brasil                          |                                                                                             |
| Vitória | 5–0    | Mário Neto            | Nocaute Técnico (socos)         | Universal Vale Tudo Fighting 6          | 3 de março de 1997     | 1     | 11:24 | Brasil                          |                                                                                             |
| Vitória | 4–0    | Ebenezer Fontes Braga | Decisão (unânime)               | Universal Vale Tudo Fighting 6          | 3 de março de 1997     | 1     | 20:00 | Brasil                          |                                                                                             |
| Vitória | 3–0    | Dan Bobish            | Nocaute Técnico (socos)         | Universal Vale Tudo Fighting 4          | 22 de outubro de 1996  | 1     | 5:50  | Brasil                          | Venceu o torneio do UVTF 4.                                                                 |
| Vitória | 2–0    | Geza Kalman           | Nocaute Técnico (socos)         | Universal Vale Tudo Fighting 4          | 22 de outubro de 1996  | 1     | 7:37  | Brasil                          |                                                                                             |
| Vitória | 1–0    | Luiz Carlos Macial    | Nocaute Técnico (socos)         | Universal Vale Tudo Fighting 4          | 22 de outubro de 1996  | 1     | 5:14  | Brasil                          |                                                                                             |